# Santiago Laquidain
Santiago Laquidain (Mar del Plata, 28 luglio 2001) è un calciatore argentino, difensore dell'Aldosivi.

## Carriera
Cresciuto nel settore giovanile dell'Aldosivi, debutta in prima squadra il 3 maggio 2022 in occasione dell'incontro della Copa Argentina vinto ai rigori contro il Colegiales.

## Statistiche

### Presenze e reti nei club
Statistiche aggiornate al 31 luglio 2025.
| Stagione        | Squadra               | Campionato      | Campionato | Campionato | Coppe nazionali | Coppe nazionali | Coppe nazionali | Coppe continentali | Coppe continentali | Coppe continentali | Altre coppe | Altre coppe | Altre coppe | Totale | Totale |
| Stagione        | Squadra               | Comp            | Pres       | Reti       | Comp            | Pres            | Reti            | Comp               | Pres               | Reti               | Comp        | Pres        | Reti        | Pres   | Reti   |
| --------------- | --------------------- | --------------- | ---------- | ---------- | --------------- | --------------- | --------------- | ------------------ | ------------------ | ------------------ | ----------- | ----------- | ----------- | ------ | ------ |
| 2022            | Aldosivi              | PD              | 12         | 0          | CA+CdL          | 2+0             | 0               | -                  | -                  | -                  | -           | -           | -           | 14     | 0      |
| 2023            | Aldosivi              | PBN             | 20         | 1          | CA              | 1               | 0               | -                  | -                  | -                  | -           | -           | -           | 21     | 1      |
| 2024            | Central Córdoba (SdE) | PD              | 10         | 0          | CA+CdL          | 1+7             | 0+1             | -                  | -                  | -                  | -           | -           | -           | 18     | 1      |
| 2025            | Aldosivi              | PD              | 2          | 0          | CA              | 1               | 0               | -                  | -                  | -                  | -           | -           | -           | 3      | 0      |
| Totale Aldosivi | Totale Aldosivi       | Totale Aldosivi | 34         | 1          |                 | 4               | 0               |                    | -                  | -                  |             | -           | -           | 38     | 1      |
| Totale carriera | Totale carriera       | Totale carriera | 44         | 1          |                 | 12              | 1               |                    | -                  | -                  |             | -           | -           | 56     | 2      |

## Palmarès

### Club

#### Competizioni nazionali
- Copa Argentina: 1

Central Córdoba (SdE): 2024